# Yutian, Fujian
Yutian (kinesiska: 玉田) är en köping i sydöstra Kina. Den ligger i stadsdistriktet Changle i staden Fuzhou i provinsen Fujian, omkring 27 kilometer sydost om provinshuvudstaden Fuzhou. Antalet invånare är 32 841. Befolkningen består av 15 927 kvinnor och 16 914 män. Barn under 15 år utgör 16,0 %, vuxna 15-64 år 74 %, och äldre över 65 år 9,0 %.